# マツモク工業
マツモク工業（まつもくこうぎょう）は長野県松本市に存在したミシンのキャビネットやギター等を製造していた日本の株式会社。
改称前は松本木工と称した。ミシンの製造を行っていたシンガー日鋼の子会社で、米国シンガー社と日本製鋼所の孫会社にあたる。

## 解説
同社はもともとミシンのキャビネットの製造を行っていたが（シンガー日鋼の子会社となったのはそのため）、ミシンの構造の変化に伴い木材の需要が減少していったことから、ギターの製造をするようになった。

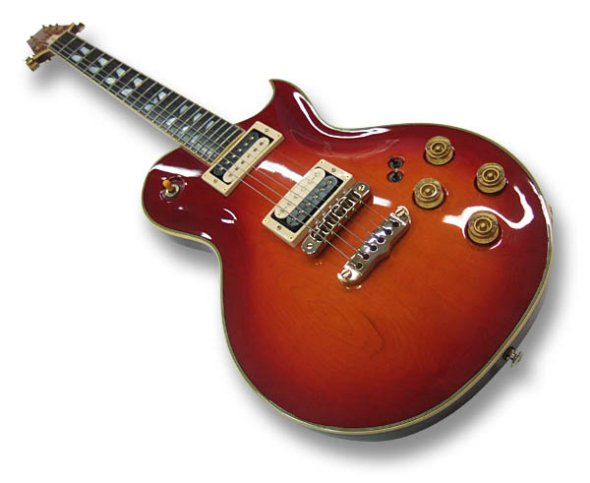
1983 Aria Pro II, PE-R100

松本市を含む長野県中信地方はギターの生産が盛んであり、同じ松本市に本社を置くフジゲン（旧富士弦楽器製造）と共に日本のギター製造における草分け的存在として一時代を築きあげた。
その確かな製造技術やグレコ等のコピーモデル製造を牽制する理由から、ギブソン（オービルブランドとして）、フェンダージャパンなどの日本向け正規モデルの生産を請け負っていたこともある。同工場で生産されていたAria Pro IIのPEシリーズやSBシリーズなどは現在も他のOEM先で製造、販売されている。
マツモク工業は1987年2月に工場を閉鎖し、解散した。JR南松本駅の側にある「南部公園」は同社の本社工場の跡地であり、ギター型の石碑が残っている。